# Tabalagan
Tabalagan is een bestuurslaag in het regentschap Midden-Bengkulu van de provincie Bengkulu, Indonesië. Tabalagan telt 1286 inwoners (volkstelling 2010).